# Daði & Gagnamagnið
Gagnamagnið, også krediteret som Daði og Gagnamagnið er et islandsk band, ledet af Daði Freyr Pétursson. Bandet skulle have repræsenteret Island ved Eurovision Song Contest 2020 i Rotterdam, Holland med sangen “Think About Things". Eurovision Song Contest 2020 blev imidlertid aflyst på grund af COVID-19-pandemien.
De deltog i Söngvakeppnin 2020 (Islandsk Melodi Grand Prix) og vandt.
De blev valgt igen til at repræsentere Island i Eurovision Song Contest 2021 med sangen "10 Years" hvor gruppen endte på en 4. plads i finalen

## Diskografi

### Som Daði & Gagnamagnið
| Titel                | ^År  | Album             |
| -------------------- | ---- | ----------------- |
| "Gagnamagnið"        | 2020 | Non-album singles |
| "Think About Things" | 2020 | Non-album singles |
| "10 Years"           | 2021 | Non-album singles |